# El Sitio Unión
El Sitio Unión är en ort i Mexiko.   Den ligger i kommunen Zacualpan och delstaten Mexiko, i den södra delen av landet, 100 km sydväst om huvudstaden Mexico City. El Sitio Unión ligger 1 759 meter över havet och antalet invånare är 145.
Terrängen runt El Sitio Unión är kuperad. Runt El Sitio Unión är det ganska tätbefolkat, med 54 invånare per kvadratkilometer. Närmaste större samhälle är Ixtapan de la Sal, 15,2 km nordost om El Sitio Unión. I omgivningarna runt El Sitio Unión växer huvudsakligen savannskog.